# Carex arenaria
Осока піщана (лат. Carex arenaria) — багаторічна трав'яниста рослина, вид роду Осока (Carex) родини Осокові (Cyperaceae).
Ареал охоплює південь Північної Європи, Атлантичну Європу, Прибалтику.
Виростає по приморських, озерних і річкових незакріплених пісках, дюнах, в приморських соснових лісах.
Жорстка, сіро-зелена, однодомна рослина з товстим, на зламі пахучим, до 3-5 мм в діаметрі, повзучим кореневищем, з тонкою корою, покритою розщепленими світло-бурими піхвами.
Стебел кілька, вигнуті, нагорі шорсткі.
Листки рівні стеблу або довші, шириною до 3 мм, напівзгорнуті, довго і тонко загострені, зігнуті.
Колоски буро-іржаві, верхні — чоловічі або андрогінні, рідше жіночі, середні — андрогінні або чоловічі, нижні — жіночі або андрогінні, зібрані в довгастий, донизу розсунутий колос, з 1-2 короткими приквітковими листкаим. Луски ланцетні, остисті, іржаві, з зеленуватим кілем і світлим краєм, довше мішечків. Мішечки напівшкірясті, яйцеподібні або довгасто-яйцеподібні, довжиною (4) 4,5-5 (5,5) мм, плоско-опуклі, іржаві, з обох сторін з нечисленними жилками, від середини догори широко і зазубрено крилаті (крило 0,4-0,5 (0,7) мм), голі або ледь помітно по жилах коротко опушені, в основі округлі, на короткій ніжці, поступово звужені в подовжений, глибоко розщеплений, двузубчатий носик.